# Алесандро де Марки
Алесандро де Марки (итал. Alessandro De Marchi; 19. мај 1986) италијански је професионални бициклиста који тренутно вози за UCI ворлд тур тим — Џејко—алула. Освојио је по једном Ђиро дел’Емилију, Тре вали Варезине и награду за најагресивнијег возача на Тур де Франсу, док је на Вуелта а Еспањи остварио три етапне побједе и двије на екипним хринометрима.

## Каријера
Рођен је у Сан Данијеле дел Фријулију, гдје је возио за локалне јуниорске тимове, а професионалну каријеру почео је 2011. године у тиму Андрони ђокатоли, за који је почео да вози крајем 2010. године. Током прве сезоне освојио је првенство Италије на писти у дисциплини дохватна вожња екипно, док је у дисциплини дохватна вожња индивидуално завршио на другом мјесту и возио је своју прву гранд тур трку — Ђиро д’Италију. Године 2012. возио је поново Ђиро д’Италију, гдје је ишао у бијег на двије етапе, на шестој и четрнаестој; на етапи 14, на 26 рођендан, завршио је на трећем мјесту, иза Андреја Амадора и Јана Барте.
Године 2013. прешао је у Кенондејл. У јуну, остварио је етапну побједу на Критеријуму ди Дофине и завршио је првенство Италије на четвртом мјесту, након чега је возио Тур де Франс по први пут. Године 2014. освојио је брдску класификацију на Критеријуму ди Дофине, након чега је возио Тур де Франс, гдје је на двије етапе добио награду за најагресивнијег возача и проглашен је за најагресивнијег возача цијеле трке. Крајем сезоне је возио Вуелта а Еспању по први пут, гдје је остварио побједу из бијега на седмој етапи, што му је била прва етапна побједа на гранд тур тркама. Године 2015. прешао је у БМЦ. У финишу сезоне је са тимом побиједио на екипном хринометру на отварању на првој етапи на Вуелта а Еспањи, а затим је остварио побједу на етапи 14 из бијега, 21 секунду испред Салватореа Пукиа. Године 2016. завршио је Тур ла Провенс на шестом мјесту, а Ђиро ди Ломбардију на деветом, док је 2017. са тимом остварио побједе на екипном хринометру на Вуелта а Каталуњи и на Вуелта а Еспањи.
Године 2018. освојио је класик Ђиро дел’Емилија испред Ригоберта Урана и остварио је етапну побједу на Вуелта а Еспањи, док је 2019. завршио Амстел голд рејс на седмом мјесту, а првенство Италије у вожњи на хронометар на трећем. Године 2020. прешао је у тим Израел старт ап нејшон, са којим је потписао двогодишњи уговор. Прве сезоне у тиму завршио је Гран тритико Ломбардо на деветом мјесту и првенство Италије у вожњи на хронометар на другом мјесту, иза Филипа Гане. Године 2021. завршио је Ђиро дела Тоскана трку на другом мјесту, иза Михала Валгрена и освојио је брдску класификацију на Тур оф Алпс трци. У мају је возио Ђиро д’Италију, гдје је четврту етапу завршио на другом мјесту и преузео је розе мајицу, за лидера трке. Мајицу је изгубио на шестој етапи, када је преузео Атила Валтер, а почетком етапе 12 пао је и одвезен је у болницу, а касније је објављено да је сломио десну кључну кост, шест ребара и прва два торакална пршљена. Опоравио се у финишу сезоне и возио је мјешовити хронометар на Европском првенству, гдје је освојио златну медаљу, заједно са Филипом Ганом, Матијом Собрером, Еленом Чекини, Мартом Кавали и Елизом Лонго Боргини. Године 2022. освојио је награду за најагресивнијег возача на по једној етапи на Ђиро д’Италији и Вуелта а Еспањи.
Године 2023. возио је Ђиро д’Италију, гдје је на шестој етапи био у бијегу заједно са Сајмоном Кларком од почетка етапе, а група их је достигла и одспринтала на 300 метара до циља. На десетој етапи је поново био у бијегу од почетка, а завршио је на трећем мјесту, двије секунде иза Магнуса Корт Нилсена и Дерека Џија.